# Pagaronia fukuyamensis
Pagaronia fukuyamensis är en insektsart som beskrevs av Toyohi Okada 1978. Pagaronia fukuyamensis ingår i släktet Pagaronia och familjen dvärgstritar. Inga underarter finns listade i Catalogue of Life.